# Борделум
Борделум (нем. Bordelum) — община в Германии, в земле Шлезвиг-Гольштейн.
Входит в состав района Северная Фризия. Подчиняется управлению Митлерес-Нордфрисланд. Население составляет 2037 человек (на 31 декабря 2010 года). Занимает площадь 34,71 км².
Официальным языком в населённом пункте, помимо немецкого, является севернофризский.

## История
В 1737 году студентами Борсениусом и Давидом Бэром в городе было основано так называемое «Борделумское сообщество» члены которого отвергали церковь, проповедь и таинства и ввели общность имения и женщин. Оно просуществовало около двух лет, после чего было разогнано властями (1739).